# Graciela Domínguez Nava
Graciela Domínguez Nava (El Rosario, Sinaloa, 18 de febrero de 1976) es una política mexicana, integrante actual del partido Movimiento Regeneración Nacional (Morena) y con anterioridad del Partido de la Revolución Democrática (PRD). Ha sido en dos ocasiones diputada al Congreso del Estado de Sinaloa y es diputada federal para el periodo de 2024 a 2027.

## Biografía
Es licenciada en Sociología egresada de la Universidad Autónoma de Sinaloa (UAS). Ejerció como docente en la Universidad Tecnológica de Escuinapa. Fue activista social, participando en varios movimientos como el movimiento pesquero, de derechohabientes del INFONAVIT y de los desplazados por la presa Picachos.
Fue miembro del PRD de 1999 a 2013. En el PRD fue delegada nacional, integrante del comité municipal en Culiacán y del estatal en Sinaloa, además de consejera estatal. De 2004 a 2007 fue coordinadora de Comunicación y Vinculación Social de la fracción del PRD en la LVIII Legislatura del Congreso de Sinaloa. En las elecciones de 2007 es postulada candidata a diputada local por el principio de representación proporcional, resultando elegida a la LIX Legislatura estatal de 2007 a 2010; en ella, fue coordinadora del grupo parlamentario del PRD.
De 2011 a 2012 fue jefa de la unidad de Atención a los Afectados de la Presa Picachos en el ayuntamiento de Mazatlán. En 2013 dejó su militancia en el PRD y se unió a Morena, que en las elecciones de 2018 la postuló nuevamente a candidata a diputada local por representación proporcional, resultando elegida para la LXIII Legislatura de 2018 a 2021; en esta legislatura fue presidenta de la Junta de Coordinación Política; coordinadora del Grupo Parlamentario de Morena; y presidenta de la Comisión de Fiscalización.
El 1 de noviembre de 2021 al asumir la gubernatura de Sinaloa Rubén Rocha Moya, al nombra secretaria de Educación Pública y Cultura; permaneció en el cargo hasta el 23 de febrero de 2024, en que renuncia para ser candidata a diputada federal. Postulada por la coalición Sigamos Haciendo Historia en las elecciones de 2024 por el Distrito 1 de Sinaloa, resultó elegida con el 71.24% de los votos, superando al 21.17% de Juan Alfonso Mejía López candidato de la coalición Fuerza y Corazón por México; en la LXVI Legislatura que tendrá término en 2027, es secretaria de la comisión de Transparencia y Anticorrupción; así como integrante de las comisiones de Educación; y, de Pesca.